# Prins Christian Sund
Der Prins Christian Sund (grönländisch Ikerasassuaq „Großer Sund“) ist ein grönländischer Sund im Distrikt Nanortalik in der Kommune Kujalleq.

## Geografie

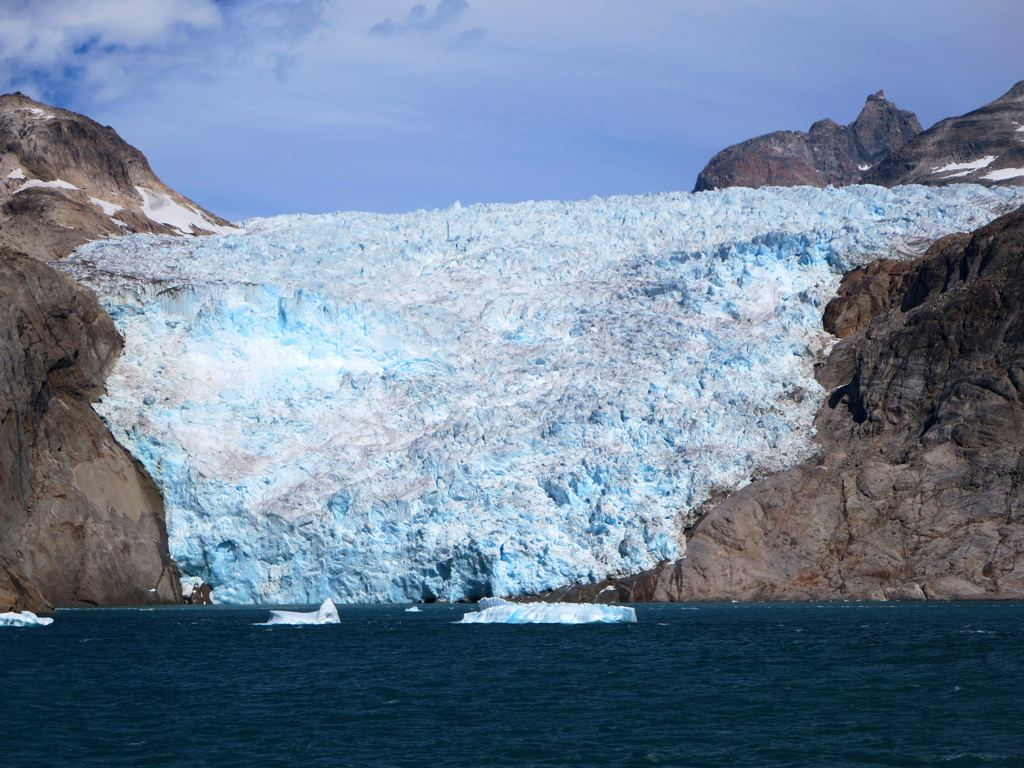
Sermeq Kujalleq (2016)

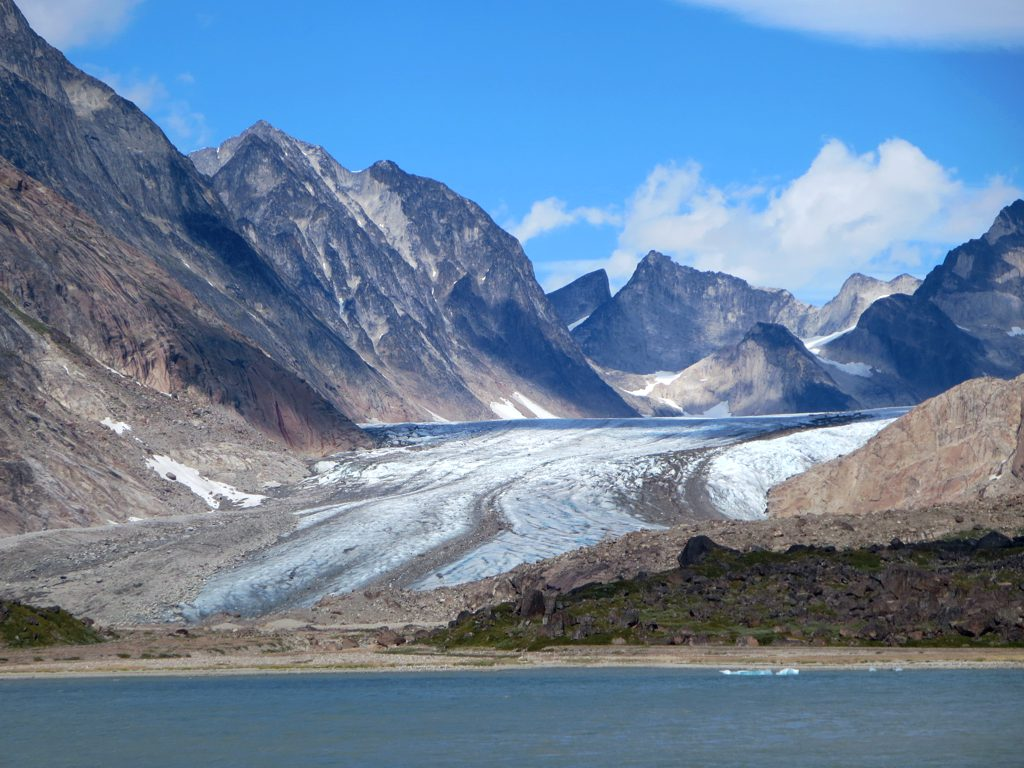
Der Gletscher am Illorsuit Imaat (2016)

Der Prins Christian Sund trennt Christian IV Ø vom grönländischen Festland. Der östliche Eingang liegt an der Irmingersee. Der Sund verläuft anschließend mit einer durchschnittlichen Breite von rund 2 km nahezu geradlinig Richtung Westnordwesten. Nach etwa 4 km liegt die Insel Qullugissat Qeqertaa mit einer unbenannten Nebeninsel. Dies sind die einzigen Inseln des Sunds. Nach etwa 13 km mündet von Norden der Fjord des Sermeq Kujalleq. Nach 22 km mündet von Norden der Sermeq Avannarleq in den Sund. Nach 29 km mündet von Norden der durch zwei Gletscher gespeiste kurze Fjord Kangerluk. Nach 34 km liegen nördlich die beiden Gletscher Sermikasik Kujalleq und Sermikasik Avannarleq, die jedoch beide den Sund nicht erreichen. An dieser Stelle trägt der Sundabschnitt den Namen Ujarasussuit Imaat („Meer von Ujarasussuit“, nach der Landmarke Ujarasussuit „Feldsteine“). Nach 39 km verschmälert sich der Sund deutlich auf rund 500 m und bildet den etwa 6 km langen Abschnitt Qoornoq („Verengung“). Nach 47 km mündet von Norden am Abschnitt Sermeerunnerit Imaat die Gletscherbucht Sermeerunnerit. Nach 54 km mündet von Norden ein durch einen großen namenlosen Gletscher gespeister Fluss auf Höhe des Sundabschnitts Illorsuit Imaat („Meer der großen Häuser“). Nach 57 km biegt der Fjord um etwa 90° nach links ab und verläuft in südsüdwestlicher Richtung als Ikerasassuup Avannamut Paava („Mündung des Ikerasassuaq nach Norden“). Nach wenigen Kilometern mündet der Sund in einen nicht einheitlich benannten Sund zwischen den beiden Bredningen (Breiten) Ilua und Imarsuaq. An erstgenannter befindet sich das Dorf Aappilattoq.

## Geschichte

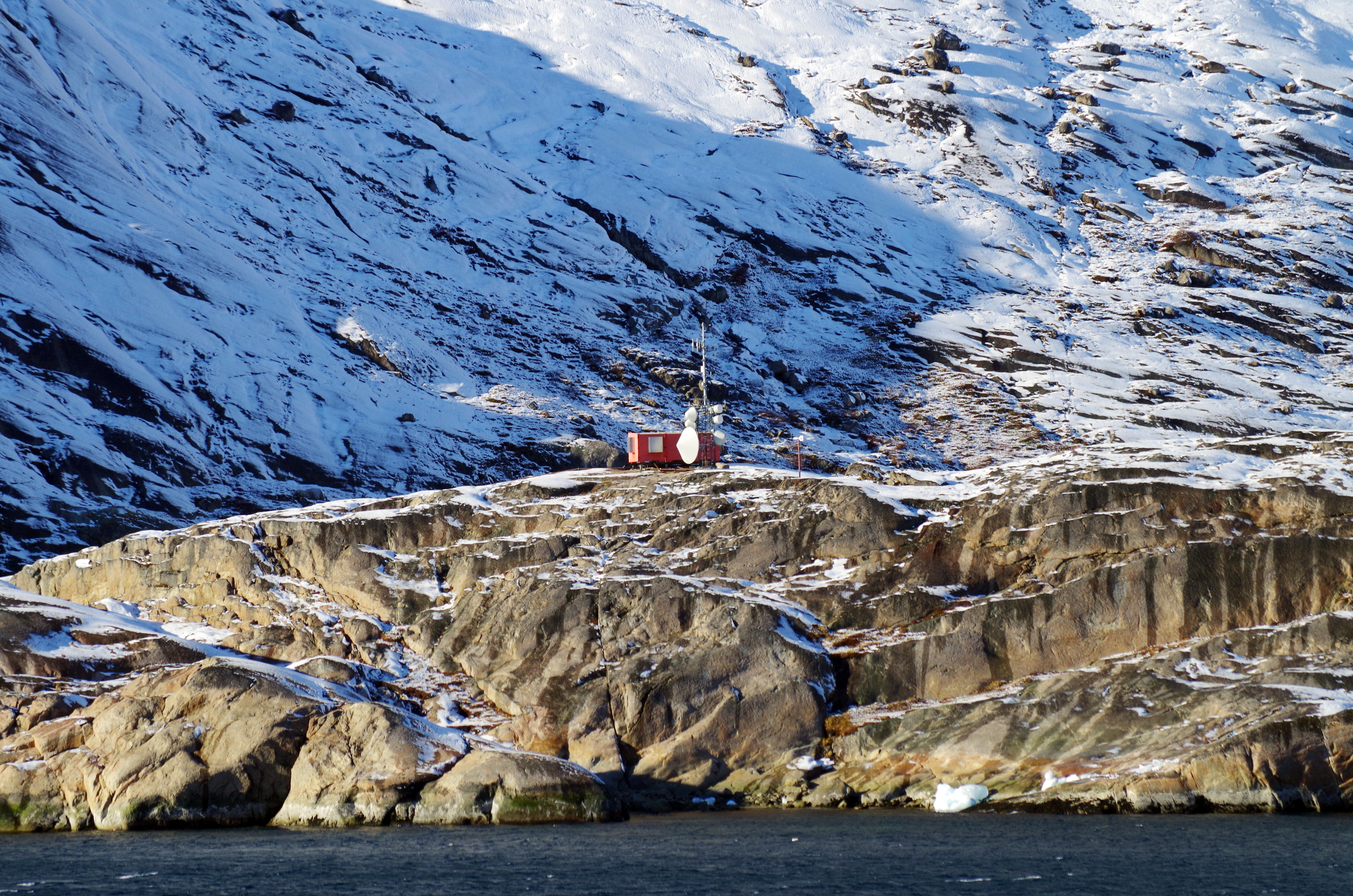
Die Wetterstation (2015)

Der Sund ist nach dem Kronprinz Christian, dem späteren König Christian VIII. benannt. Während des Zweiten Weltkriegs wurde 1944 eine US-amerikanische bemannte Wetterstation am östlichen Eingang des Sunds errichtet, welche wie der Sund den Namen Ikerasassuaq (Prins Christiansund) trägt. Bereits im Folgejahr wurde die Wetterstation von Dänemark übernommen und 1951 modernisiert. Sie diente auch als Radiostation für den Schiffs- und Flugverkehr um das Kap Farvel und spielte so beispielsweise eine Rolle beim Untergang der Hans Hedtoft im Jahr 1959. Ab den 1970er Jahren war die Station mit rund fünf Personen besetzt, seit den 2010er Jahren ist sie unbemannt.